# 富士X100S
富士X100S 是一款固定镜头数码相机，是富士X100的续作，发布于2013年1月。 尽管外壳与 X100非常相似，然而当时富士强调了，通过对内部的改造成功解决了第一代X100存在的问题，并重新组装完成。X100S一经推出，西方国家的用户就开始将其与徕卡 M系列的相机比较。
外形与X100高度相似，仅在前脸和机顶有红色的S字样以示区别。
2014年9月，富士更新了产品线，推出X100T替换了X100S。

## 概述
前作 FinePix X100 在爱好者中叫好又叫座，富士胶片也在2012年推出了自己的无反光板可换镜头数码相机X系统，X-Pro1 和 X-E1，继续在外形上延续X100的复古风格，同时使用了X-Trans方式排布的传感器。
富士公司在X100S上保留了之前好评的23mm镜头、镜间快门和混合式取景器等设计，同时将传感器升级为“X-Trans CMOSII”，取消了低通滤镜，内嵌相位对焦点，同时将像素提升到1600万，使得画质相对前作X100有显著提升。
这代的产品名称上，也不像前作X100带有FinePix，而是直接写作Fujifilm X100S，标志着其属于新的高端X系列品牌。

### 参数与功能
- 固定不可更换的富士龙 23mm镜头，最大光圈F2
- X-Trans II 排布的1600万cmos传感器
- 镜间快门，最高提供1/4000s快门速度，几乎相同的同步速度
- 混合式取景器
- 数码裂像（Digital Split Image focus）[5]与峰值对焦[6]
- SD卡存储，兼容Eye-Fi卡

### 黑色限量版
自前作X100发布，银黑的复古配色成为了相机业界的新宠。除了富士自己的后续机型外，业界中Olympus OM-D E-M5、Nikon DF以及Panasonic Lumix GX7都有采用银黑配色的类复古机型机身设计。富士则考虑有部分爱好者希望低调的心理，推出了全黑涂色的X100S机型，以供选择。

## 与X100相比的差异
- 1630万像素 Fujifilm X-Trans CMOS II 传感器替代了1230万像素的拜耳阵列（相机常用的色彩滤镜）CMOS传感器。

- 重新设计了菜单

- 快速菜单 (Q) 按钮

- 使用了 X-Trans 阵列（之前仅用在X-E1与X-Pro1产品线）， 而不是拜耳样式。

- 为了让图像更锐利，取消了光学低通滤波器（低通滤镜）。[7]

- X-Trans CMOS II传感器的相位检测把自动对焦速度提升到0.08秒（前提是光照条件好）；

- 调焦环旋转得越快，焦距变化越快（电子对焦环更像机械对焦环了）。

- 重新组织了对焦模式切换选项，以使最常用的功能（自动单点对焦，AF-S和手动对焦，MF）包围最不常用的功能（连续自动对焦，AF-C），从而提高操作效率。

- 更改了混合取景器切换按钮的形状，单手操作更容易。

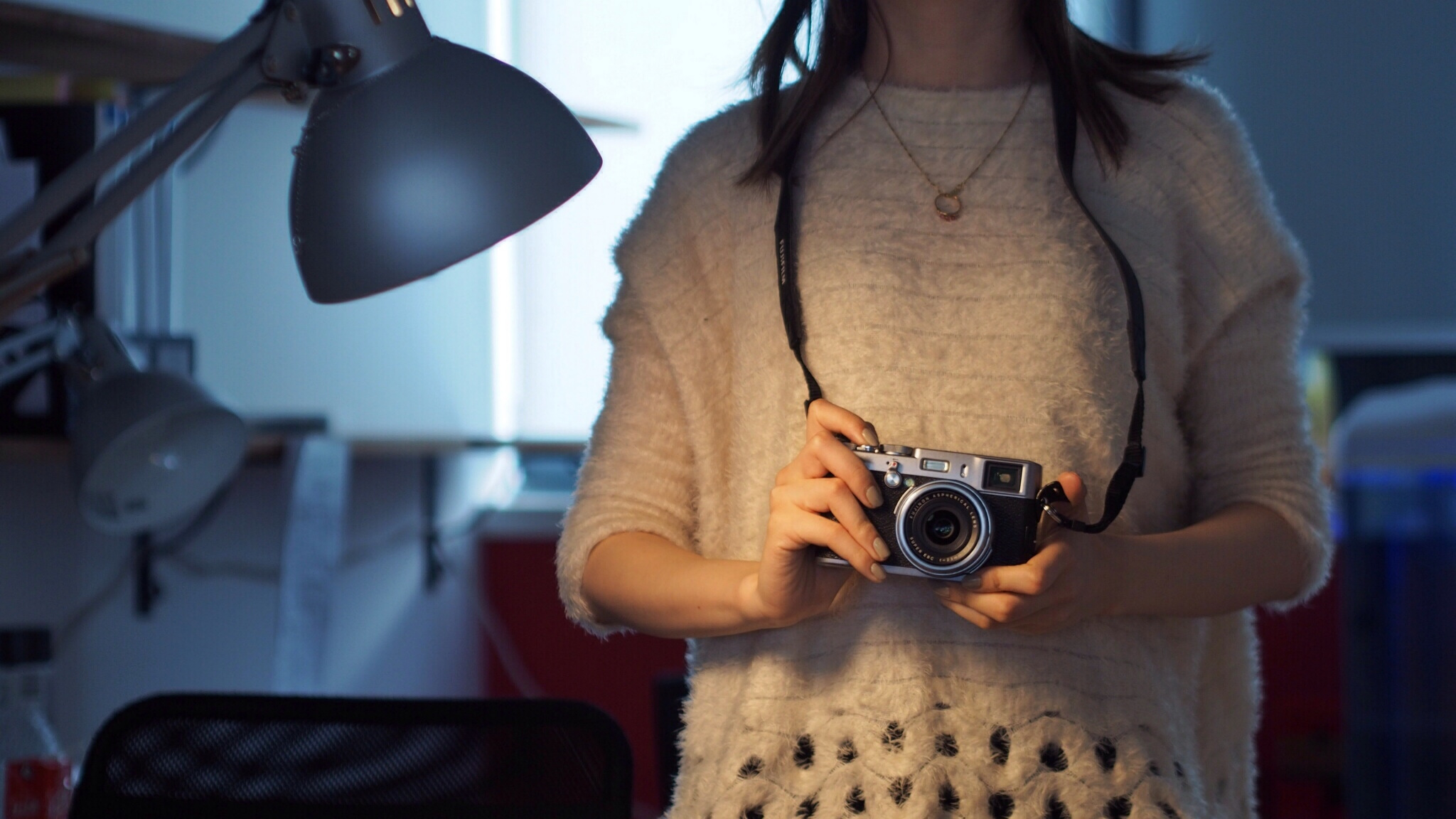
富士胶片 X100S，使用肩带的样子。

- 允许用户默认一键选择自动对焦点。[8][9]

## 反响
X100S一经推出受到普遍好评：
- 美国相机评测网站Digital Photography Review 打了一个81%的评分，并且颁发了一个“金奖牌”（gold award），称其为“非常讨人喜欢，功能强大的相机，而且这个机器有些压箱底的功能（with some useful tricks up its sleeve）”。[10]

- Photography Life评分4.6 分，满分5分， 并称其为“惊人的相机”.[11]

## 相关附件
X100上使用的附件，大多可以在X100S上共用。
镜头转接
- 镜头遮光罩 LH-X100
- 附加镜 WCL-X100，安装之后可以为X100提供等效的28mm视角
- 附加镜 TCL-X100，安装之后可以为X100提供等效的50mm视角
- 转接环 AR-X100

热靴闪光灯
- 闪光灯 EF-42
- 闪光灯 EF-20
- 闪光灯 EF-X20

包
- 皮革包 LC-X100